# آرانچا آگیره
آرانچا آگیره (اسپانیایی: Arantxa Aguirre‎؛ زادهٔ ۱۹۶۵) فیلم‌ساز مستند، و فیلم‌نامه‌نویس اهل اسپانیا است.
او دختر کارگردان اسپانیایی خاویر آگیره (کارگردان) است. از فیلم‌هایی که او کارگردانی کرده است می‌توان به بتهوون رقصان اشاره کرد.